# خليج أوساكا

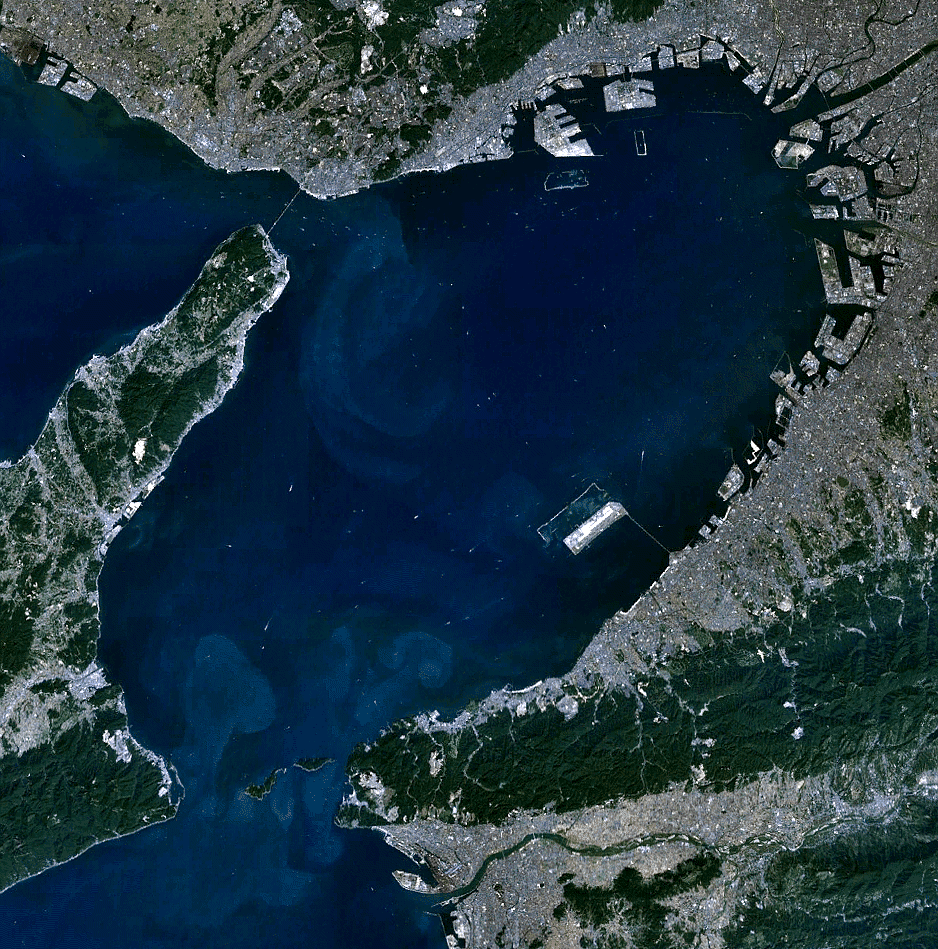
صورة فضائية لخليج أوساكا التقطها مشروع لاندسات.

خليج أوساكا (باليابانية: 大阪湾) من خلجان غرب اليابان سمي تيمنا بمدينة أوساكا اليابانية، ويتصل بالمحيط الهادي عبر مضيق كي ويتصل مع بحر سيتو الداخلي عبر مضيق أكاشي. يحده من الغرب جزيرة أواجي أما من الشمال والشرق فيحده سواحل منطقة كانساي. تقع على سواحله عدة مدن كبيرة مثل هانان وكوبه وساكاي أماغاساكي ونيشونوميا. وكذلك يضم عدداً من الجزر الاصطناعية مثل مطار كانساي الدولي وجزيرة المرفأ وجزيرة روكو. يتمتع خليج أوساكا بأهمية اقتصادية حيث ترتبط مرافئه مع بقية اليابان بشبكة قطارات شينكانسن فائقة السرعة وفضاء توسع يشمل ردم الخليج وبناء جزر اصطناعية وسوق محلية كبيرة حيث يقطن على جوانبه 9 ملايين نسمة.

## طالع
- مطار كوبه
- ميناء كوبه
- ميناء أوساكا